# Tristin Mays
Tristin Mays (New Orleans, 10 giugno 1990) è un'attrice, cantante e ballerina statunitense.
Dal 2016 al 2020 è stata protagonista insieme a Lucas Till nel reboot della serie MacGyver, su CBS, dove ha interpretato il personaggio di Riley Davis, una eccezionale hacker, che lavora come agente segreto per la Fondazione Fenice.

## Biografia
I genitori di Mays, Viveca e Michael Mays, lavoravano rispettivamente come artisti e nell'esercito. È cresciuta a New York finché la sua famiglia si è trasferita a Moreno Valley, California, nel 2003, dove si è diplomata alla Vista del Lago High School. Anche suo fratello maggiore, Jeryn, è un attore.
Sebbene sia meglio conosciuta per il suo ruolo di Riley Davis nella serie televisiva MacGyver del 2016, Mays ha recitato in serie televisive tra cui Shaina, serie Nickelodeon, Gullah Gullah Island e Robin Dixon, nei panni della figlia di Marcus Dixon il personaggio di Carl Lumbly in Alias.
I suoi altri titoli televisivi includono Ned - Scuola di sopravvivenza, Tutti odiano Chris, True Jackson, VP, Zeke and Luther, Big Time Rush, Victorious e The Vampire Diaries.

## Filmografia parziale

### Cinema
- Kelly Brook's Cameltoe Shows, regia di Jake Szymanski – cortometraggio (2010)
- Hot Dog Water, regia di Osmany Rodriguez e Matt Villines – cortometraggio  (2011)
- Thunderstruck - Un talento fulminante (Thunderstruck), regia di John Whitesell (2012)
- She Is Not My Sister, regia di Kel Mitchell (2012)
- House Party - La grande festa (House Party: Tonight's the Night), regia di Darin Scott (2013)
- The Wedding Ringer - Un testimone in affitto (The Wedding Ringer), regia di Jeremy Garelick (2015)
- Night of the Wild, regia di Eric Red – film TV (2015)
- Happy Birthday, regia di Casey Tebo (2016)
- The Christams Sitters, regia di Dylan Vox (2020)
- Vendetta Personale - Wrath of revenge, (2021)
- Il Viaggio della mia vita, (2020)

### Televisione
- Alias – serie TV, episodi 1x05-3x09-3x16 (2001-2004)
- Ned - Scuola di sopravvivenza (Ned's Declassified School Survival Guide) – serie TV, episodio 2x09 (2006)
- Big Time Rush – serie TV, episodi 1x13-1x14 (2010)
- Zeke e Luther (Zeke & Luther) – serie TV, 1x21-2x04-3x16 (2010-2011)
- Kickin' It - A colpi di karate (Kickin' it) – serie TV, episodio 1x07 (2011)
- Supergirl – serie TV, episodio 1x10 (2015-2016)
- The Vampire Diaries – serie TV, 7 episodi (2015-2016)
- MacGyver – serie TV, 94 episodi (2016-2021)
- Switched at Birth - Al posto tuo (Switched at Birth) – serie TV, episodi 5x05-5x07-5x08 (2017

## Doppiatrici italiane
Nelle versioni in italiano, Tristin Mays è stata doppiata da:
- Letizia Scifoni in Macgyver,